# European Students of Industrial Engineering and Management
ESTIEM (European Students of Industrial Engineering and Management) est l'unique organisation à l'échelle européenne regroupant les étudiants en génie industriel. Son objectif principal est d'encourager la communication et la coopération entre les étudiants et les universités en Europe. Fondée en 1990, le réseau représente aujourd'hui plus de 47 000 étudiants à travers 72 groupes locaux (Local Groups) dans 27 pays.

## Histoire
L'ESTIEM a été fondée en 1990 à Berlin par plusieurs étudiants en génie industriel venant de quatre pays différents. Les premiers statuts ont été ratifiés par 14 universités de 7 pays. Depuis 1995, l'ESTIEM est une association étudiante officiellement enregistrée à Eindhoven conformément à la loi néerlandaise.

### Identité visuelle (logo)

Logo de 1990 à 2008.
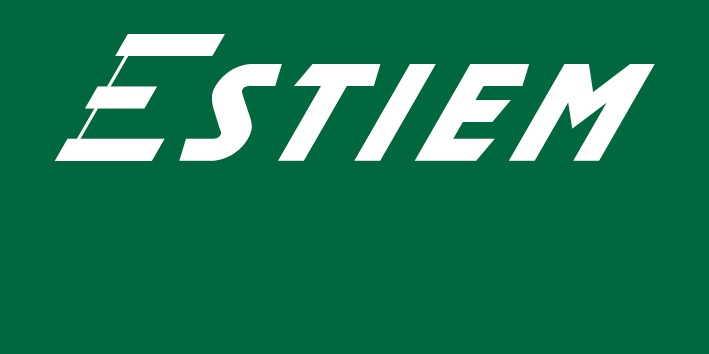
Logo depuis 2008.

## Structure
Les membres de l'ESTIEM, au sens légal, sont des Local Groups (LGs) situés partout en Europe. Ce sont tous des associations étudiantes locales, qui fonctionnent de manière indépendantes et organisent des activités à l'échelle locale et européenne. Ces associations étudiantes se rattachent toutes à une université enseignant le génie industriel.
L'instance décisionnelle à l'ESTIEM est l'Assemblée Générale (GA : General Assembly), composée de deux représentants de chaque Local Group. Le Conseil se réunit deux fois par an, en automne (octobre) et au printemps (avril). Six étudiants forment le bureau de l'ESTIEM (Board) : ils sont élus par l'Assemblée en automne pour l'année civile suivante. Tous les chefs de projet sont également élus par l'Assemblée. Les responsables de comités (départements internes) sont nommés par le Board.

## Membres
L'ESTIEM est présente dans 27 pays à travers l'Europe et comporte  membres (LGs) :
- Allemagne (14 Local Groups - Aix-la-Chapelle, Berlin, Braunschweig, BrÍme, Darmstadt, Dortmund, Dresden, Hambourg, Ilmenau, Kaiserslautern, Karlsruhe, Munich, Paderborn, Siegen)
- Autriche (2 Local Groups - Vienne, Graz)
- Belgique (2 Local Groups - Bruxelles, Liège)
- Bulgarie (1 Local Group - Sofia)
- Croatie (1 Local Group - Zagreb)
- Chypre (1 Local Group - Famagusta)
- Espagne (3 Local Groups - Seville, Barcelone, Madrid)
- Finlande (5 Local Groups - Helsinki, Lappeenranta, Oulu, Tampere, Vaasa)
- France (3 Local Groups - Grenoble, Lyon, Clermont-Ferrand)
- Grèce (2 Local Groups - Chios, Xanthi)
- Hongrie (1 Local Group - Budapest)
- Italie (2 Local Groups - Milan, Calabria)
- Lettonie (1 Local Group - Riga)
- Lituanie (2 Local Groups - Kaunas, Vilnius)
- Macédoine (1 Local Group - Skopje)
- Norvège (1 Local Group - Trondheim)
- Pays-Bas (3 Local Groups - Eindhoven, Enschede, Groningue)
- Pologne (3 Local Groups - Varsovie, Poznan, Gdansk)
- Portugal (4 Local Groups - Aveiro, Coimbra, Lisbonne, Porto)
- Roumanie (1 Local Group - Bucarest)
- Royaume-Uni (1 Local Group - Cambridge)
- Russie (2 Local Groups - St. Petersbourg, Moscou)
- Serbie (3 Local Groups - Belgrade, Novi Sad, Kragujevac)
- Suède (5 Local Groups - Gothenburg, Linkˆping, LuleÂ, Lund, Stockholm)
- Suisse (2 Local Group - Zurich- Lausanne)
- Turquie (7 Local Groups - Ankara-Bilkent, Ankara-METU, Istanbul-Bogazici, Istanbul-ITU, Istanbul-Yildiz, Izmir, Izmir-Economy)
- Ukraine (1 Local Group - Kiev)

## Activités et projets
Les activités de l'ESTIEM couvrent un champ varié : voyages d'échanges, conférences, compétitions d'études de cas, formations, présentations, ateliers.

### T.I.M.E.S

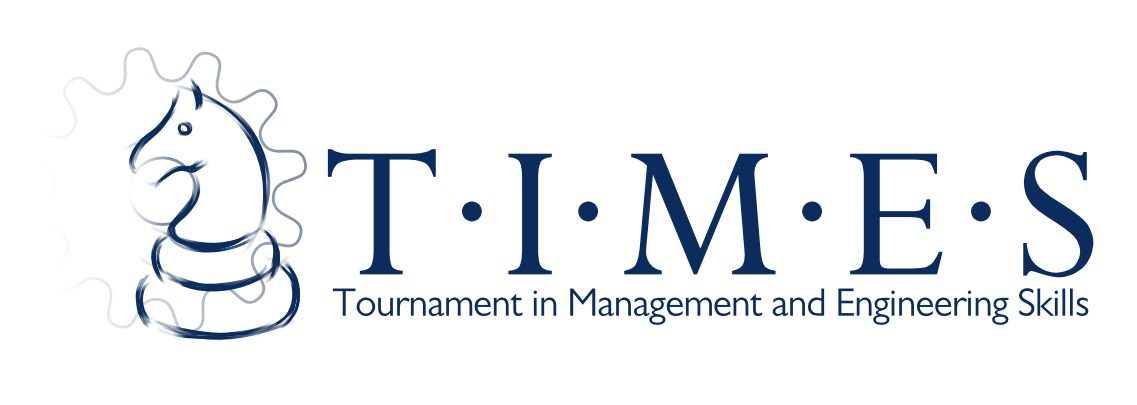
Logo de T.I.M.E.S.

Le TIMES (Tournament In Management and Engineering Skills) est aujourd'hui considéré comme la plus grande compétition européenne d'étude de cas pour les étudiants en génie industriel. Cet événement prestigieux et reconnu est un projet phare pour l'ESTIEM.
En 2011, le tournoi a été un succès pour la 18e année consécutive ; il attire environ 250 équipes chaque année. Deux tours de qualifications sont nécessaires avant d'accéder à la finale :  les premières qualifications ont lieu localement, dans l'université d'origine des étudiants. L'équipe gagnante peut alors participer à l'une des six demi-finales organisées à travers l'Europe. Enfin la Finale,  qui a lieu chaque année dans une ville différente, couronne les "étudiants en génie industriels de l'année" (IEM Students of the Year).

### Academic Days
Les Academic Days sont des évènements académiques centrés sur un sujet spécifique pour lequel l'université du groupe local organisateur est reconnue. Ils s'adressent aux étudiants souhaitant compléter leur cursus universitaire par l'apprentissage approfondi d'un sujet qui les intéresse, et l'obtention d'un certificat reconnaissant les acquis à l'issue de l'évènement.
Le contenu académique est coordonné par un mentor, un professeur lui aussi reconnu pour son expertise. Ce contenu couvre aussi bien les aspects théoriques que pratiques du sujet - les cours étant complétés par les activités d'étude de cas, visites d'entreprises et/ou conférences - et est supporté par des séances permettant une réflexion continue.

### Vision

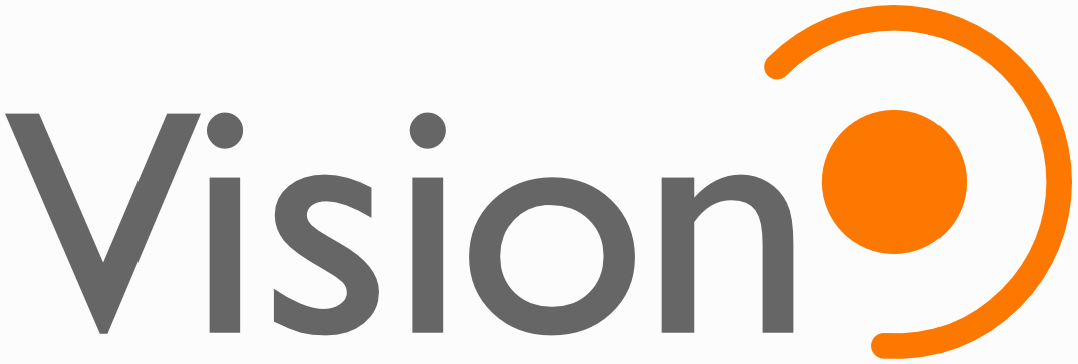
Vision

Le Vision est une série de séminaires à l'échelle européenne, qui permet d'étudier un sujet en relation avec le génie industriel avec des étudiants et des conférenciers.
Les séminaires Vision se composent de présentations, ateliers et études de cas proposées par des professeurs ou des industriels. Des visites d'entreprises, séances de discussions et activités de loisirs sont également inclus dans chaque séminaire. L'objectif n'est pas uniquement académique : le projet vise également à développer l'intérêt des participants pour d'autres cultures, la découverte d'une ville et la rencontre d'étudiants étrangers.

### Summer Academy

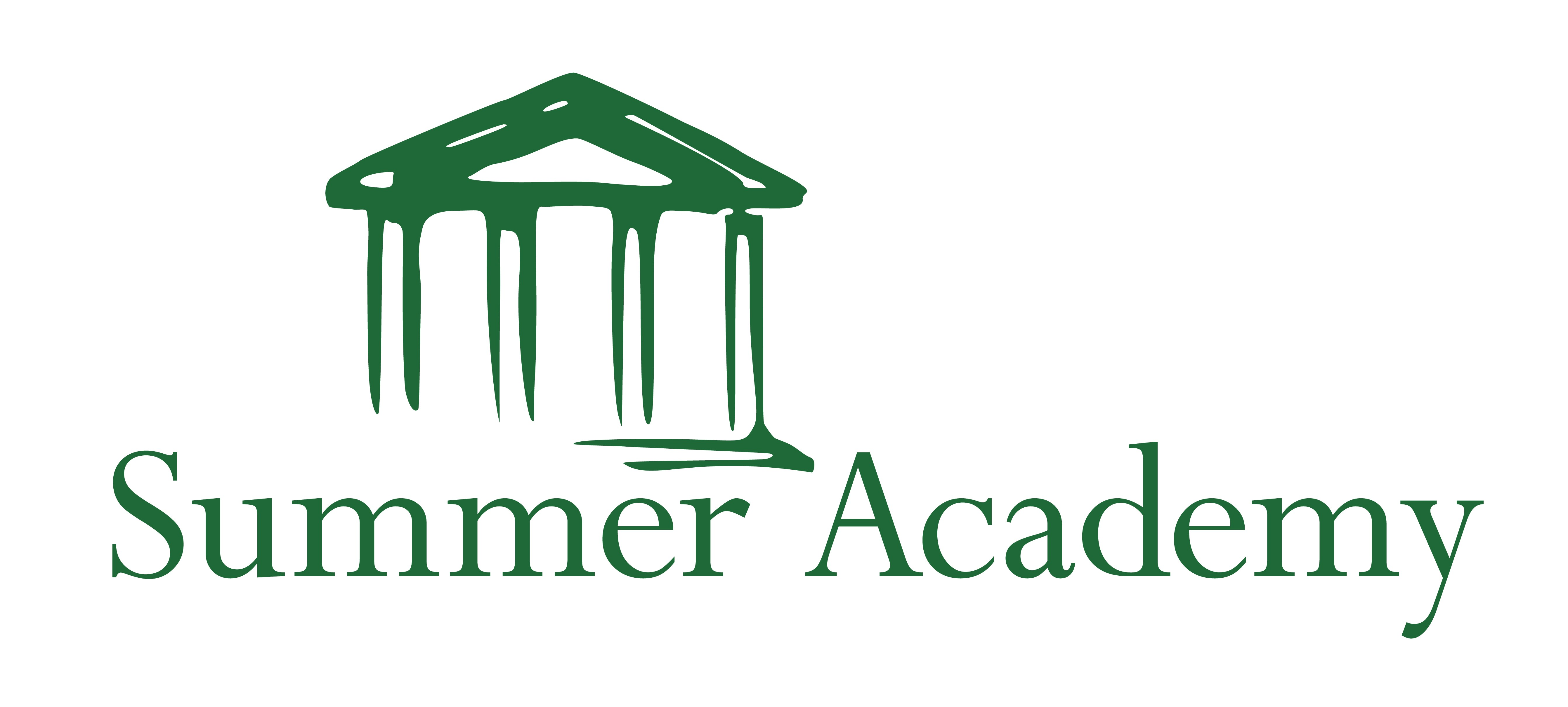
Summer Academy

L'université d'été de l'ESTIEM (Summer Academy) a été mise en place pour réunir des étudiants internationaux pendant les vacances d'été pour prendre part à des discussions ouvertes, des travaux en groupes, des débats et un travail personnel sous la direction d'un "senior Academic Leader". En discutant et en travaillant avec des étudiants en provenance du monde entier, les participants gagnent de nouvelles perspectives, à la fois sur leur future profession mais aussi sur les autres cultures. À la fin des deux semaines d'université d'été, chaque participant rédige un court rapport. Depuis 2003, les rapports de toutes les  Summer Academies animées par Prof. Dietrich Brandt sont réunies et publiés : ils peuvent être téléchargés sur le site web de l'ESTIEM.
Le deuxième animateur de la Summer Academy est Prof. Jim Platts, professeur à l'université de Cambridge.

### Europe3D

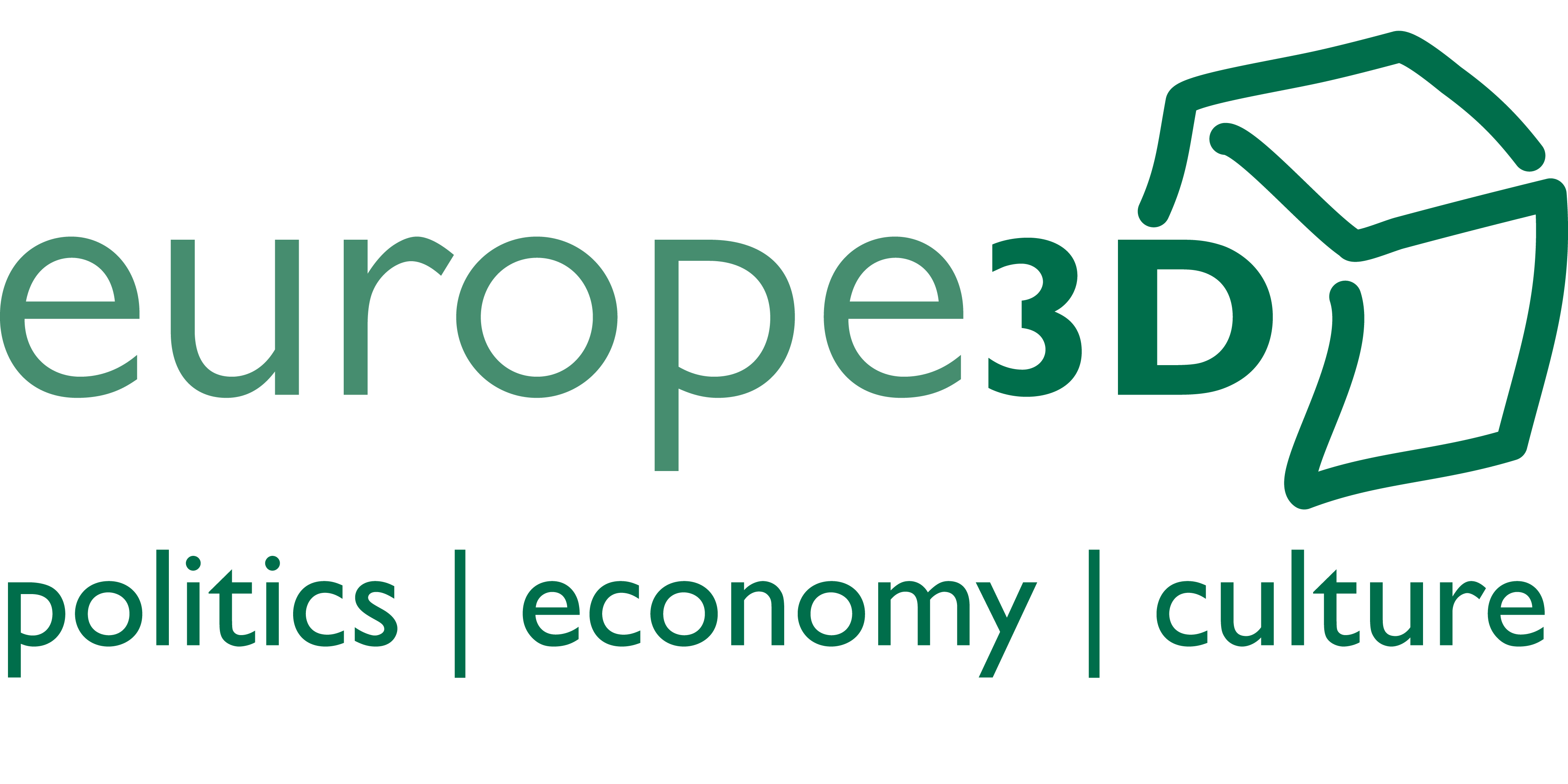
Europe 3D

L'Europe3D est un événement de cinq jours pour se forger une image générale du pays d'accueil, et particulièrement ses spécificités politiques, économiques et culturelles. Les présentations proposées par des experts en politique, science ou économie permettent aux participants d'avoir également un point de vue théorique. Ces séminaires sont ouverts à tous les étudiants quelle que soit leur discipline.

### BrainTrainer
BrainTrainer est un projet qui vise à développer chez les participants leurs qualités de leadership, business et communication, grâce à des formations dispensées par des professionnels pendant un à deux jours. Les participants ainsi entraînés deviennent plus professionnels, plus efficace dans leur organisation comme dans leur future carrière.
Un événement BrainTrainer dure 6 à 7 jours, et comprend 3 à 4 séances de formation qui mettent l'accent sur différentes compétences indispensables pour un professionnel : communication, présentation, négociation, gestion d'équipe, rhétorique, résolution d'étude de cas, gestion de projets... Les formations sont assurées soit par des professionnels, soit par des ESTIEMers hautement expérimentés dans leur domaine. Outre les connaissances théoriques, une grande importance est donnée à l'apprentissage en situation.

### Student Guide

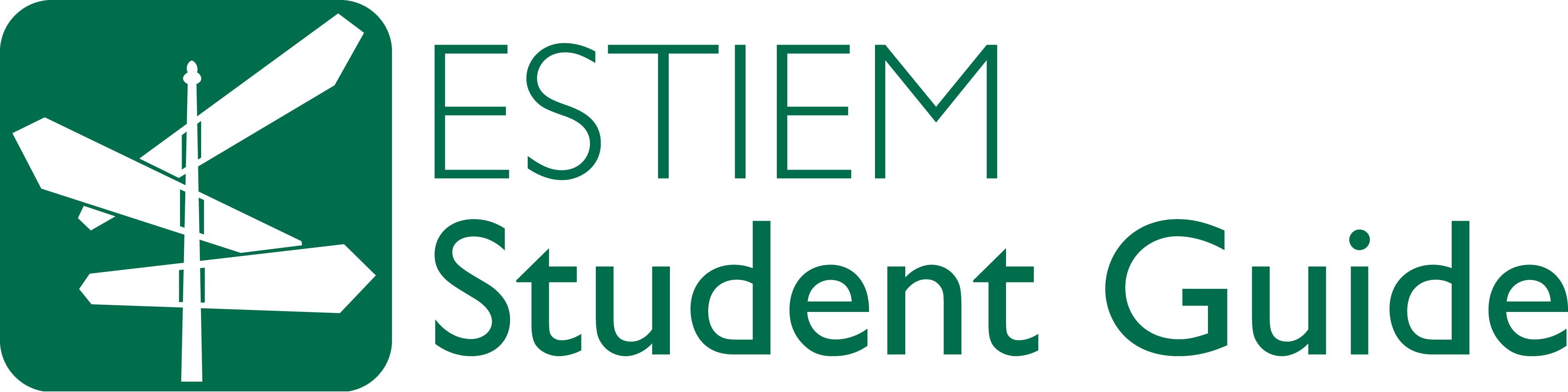
Student guide

Le Student Guide vise à fournir des informations qui pourront guider les étudiants lors d'un séjour à l'étranger, en particulier trois points cruciaux  dans la vie quotidienne d'un étudiant en échange: 
- des informations sur les études (dates d'inscription, description des cours)
- des informations sur la vie pratique (logement, coût de la vie)
- des informations sur la vie étudiante (associations, soirées, sport)

### ESTIEM Magazine

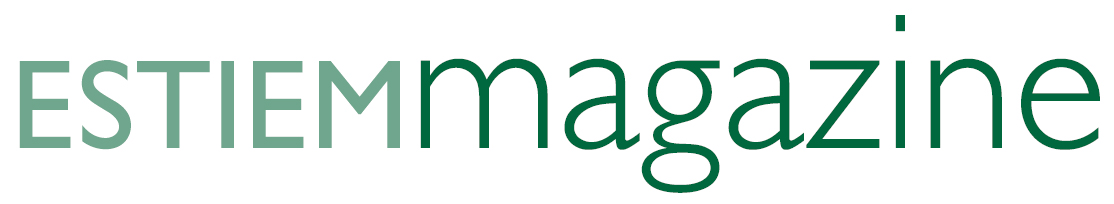
ESTIEM magazine

L'ESTIEM Magazine est publié deux fois par an, immédiatement après l'Assemblée générale de l'ESTIEM. 10 000 copies sont actuellement en circulation. Avec des articles signés par des étudiants, des professeurs et des experts, il couvre les sujets principaux dans le domaine du génie industriel et regroupe différents articles sur les événements ESTIEM passés et à venir.